# Svenska mästerskapet i handboll för herrar 1950/1951
Svenska mästerskapet i handboll för herrar 1950/1951 var den 20:e upplagan av svenska mästerskapet i handboll på herrsidan. Finalen vanns av AIK, som därmed blev svenska mästare i handboll inomhus för första gången.

## Omgång 1
- Sandåkerns SK – Hornskrokens IF 11-8
- Sollefteå GIF – IFK Östersund 17-10
- IFK Karlskrona – Näsby IF 8-10
- AIK – F 11 Nyköping 15-4
- Karlstads BIK – Norrköpings AIS 14-16
- Västerås IK – Ludvika FFI 20-2
- Redbergslids IK – Jönköping Södra 15-2
- IFK Borås – IK Baltichov 11-12
- Örebro SK – Sandvikens IF 14-11
- IFK Lidingö – Visby IF 20-4
- IK Heim – Uddevalla IS 12-7
- Majornas IK – Skövde AIK 13-10
- HK Drott – IFK Trelleborg 8-9
- IFK Kristianstad – IFK Malmö 13-11
- Västerås HF – Motala AIF wo
- Upsala Studenters IF – SoIK Hellas 7-11

## Omgång 2
- Sandåkerns SK – Sollefteå GIF 8-4
- Näsby IF – AIK 10-11
- Norrköpings AIS – Västerås IK 13-14
- Redbergslids IK – IK Baltichov 17-11
- Örebro SK – IFK Lidingö 18-8
- IK Heim – Majornas IK 13-11
- IFK Trelleborg – IFK Kristianstad 7-13
- Västerås HF – SoIK Hellas 10-5

## Kvartsfinaler
- Sandåkerns SK – AIK 9-12
- Västerås IK – Redbergslids IK 15-12
- Örebro SK – IK Heim 11-9
- IFK Kristianstad – Västerås HF 24-6

## Semifinaler
- AIK – Västerås IK 11-6
- Örebro SK – IFK Kristianstad 12-20

## Final
- AIK – IFK Kristianstad 12-11